# Marsilea tetraphylla
Marsilea tetraphylla là một loài dương xỉ trong họ Marsileaceae. Loài này được Thunb. mô tả khoa học đầu tiên năm 1784.
Danh pháp khoa học của loài này chưa được làm sáng tỏ. 